# 鮎沢伊太夫
鮎沢 伊太夫（あいざわ いだゆう/あゆさわ いだゆう）は、幕末の水戸藩士・志士。高橋諸往の2男。高橋多一郎の弟。

## 生涯
養子となり鮎沢家の家督を継ぐ。早くより文武の才に秀でた人物として弘道館舎長に挙げられる。弘化年間前藩主徳川斉昭の謹慎免除のために奔走し禁錮されるが、復権後は抜擢されて藩の勘定奉行となる。安政5年（1858年）、将軍継嗣問題が発生すると、水戸ー京都間を往復して、水戸藩の京都手入れに尽力する。戊午の密勅が水戸藩に降るや、これを諸藩に伝達すべきよう水戸藩内で諭す。
また、京都にて尊王攘夷派の志士たちと交流し、9月に薩摩藩から有馬新七が上京すると、上京初日に面会して薩摩藩士らと夜通し酒を酌み交わして尊攘談義に花を咲かせた。これらのことが幕吏の探知するところとなり、安政の大獄により島流しの評議を受けるが、刑の執行前に桜田門外の変にて大老井伊直弼が横死したことで、豊後佐伯藩預りのままとなり、文久の改革で赦されて京都に留まり、再び尊皇攘夷の志士と交流を持つ。
その後帰藩し、元治元年（1864年）、武田耕雲斎の挙兵（天狗党の乱）に加わり西上したが途中より離れて京都大徳寺に潜伏し正義派の回復を謀る。戊辰戦争が始まり、朝廷から諸生党追討を命じる勅諚が出されると、明治元年（1868年）3月水戸に帰り、その後奥羽征伐に従う。同年10月諸生党藩士たちが水戸城を襲撃するが(弘道館戦争)、伊太夫は寡兵を以てこれを防ぎ奮戦するも戦死した。享年45。
明治31年（1898年）従四位を贈られる。